# Jolly, Texas
Jolly là một thành phố thuộc quận Clay, tiểu bang Texas, Hoa Kỳ. Năm 2010, dân số của xã này là 172 người.

## Dân số
- Dân số năm 2000: 188 người.
- Dân số năm 2010: 172 người.